# Sichel-Fahnenbarsch

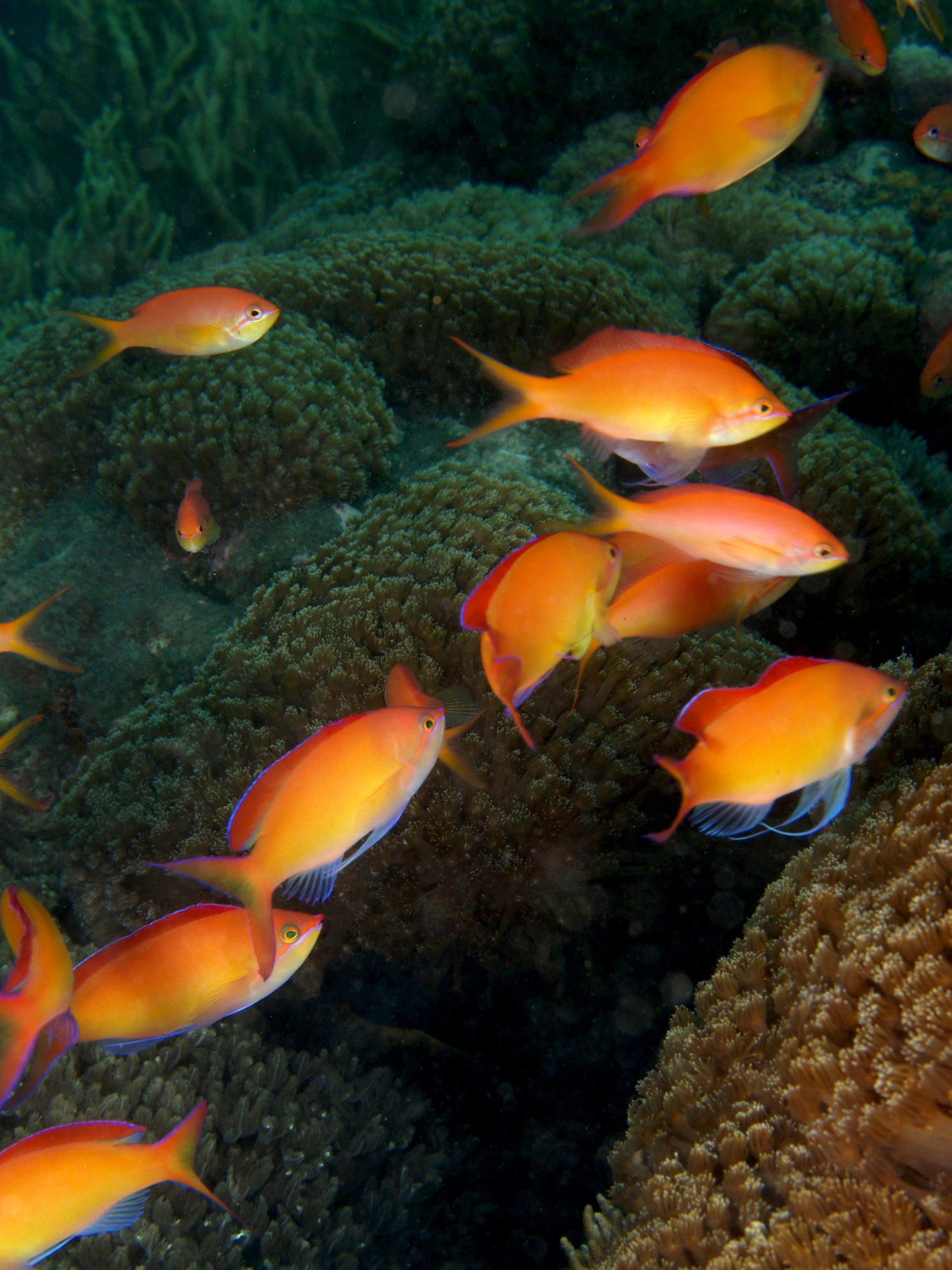
Sichel-Fahnenbarsche

Der Sichel-Fahnenbarsch (Nemanthias dispar) ist ein auffallend gefärbter Korallenfisch, der im tropischen Indopazifik von der australischen Weihnachtsinsel im Nordosten des Indischen Ozeans bis zu den Ryūkyū-Inseln und den Yaeyama-Inseln südlich von Japan und im Osten bis zu den Linie-Inseln, Fidschi und Samoa und auch im Great Barrier Reef vorkommt.

## Merkmale
Der Sichel-Fahnenbarsch erreicht eine Maximallänge von 9,5 cm. Weibchen sind gelblich-orange gefärbt mit einem weißlichen, mit einem lavendelfarbenen Einschlag versehenen, Bauch. Ein orangefarbenes Band verläuft von der Maulspitze unterhalb der Augen bis zur Basis der Brustflossen. Die Rückenflosse ist rot mit einem lavendelfarbenen Rand; die gegabelte Schwanzflosse ist gelblich und wird nach hinten zunehmend rötlicher. Männchen bekommen einen lavendelfarbenen bis violettfarbenen Kopf und Vorderkörper. Der Schwanzstiel ist ebenfalls lavendelfarben. Die Schwanzflosse ist orangerot, der obere und untere Rand sowie die Spitzen der Loben sind lavendelfarben.
Morphometrie:
- Flossenformel: Dorsale X/(16)-17-(18); Anale III/7-(8); Pectorale (18)-19-20
- Schuppenformel: 55–63/32–35
- Kiemenrechen: 9–12+22–26

## Lebensweise
Der Sichel-Fahnenbarsch kommt in Tiefen von 1 bis 15 Metern an den oberen Riffkanten von Außenriffen, bevorzugt aber Bereiche mit einer nicht allzu starken Brandung. Er lebt dort in großen Schwärmen und ernährt sich von Zooplankton.

## Systematik
Die Fischart wurde 1955 durch den amerikanischen Ichthyologen Albert William Herre unter der Bezeichnung Mirolabrichthys dispar erstmals wissenschaftlich beschrieben. Mit der Einordnung von Mirolabrichthys als Untergattung von Pseudanthias und der späteren Synonymisierung von Mirolabrichthys mit Pseudanthias kam er zu dieser Gattung. Zu den nächsten Verwandten des Sichel-Fahnenbarsches zählt der Faden-Fahnenbarsch (Nemanthias carberryi), dessen Gattung bis Januar 2022 monotypisch war. Im Januar 2022 veröffentlichte der australische Ichthyologe Anthony Gill eine Neubeschreibung der Gattung Nemanthias, die jetzt nicht mehr monotypisch ist, sondern sechs Arten enthält, darunter den Sichel-Fahnenbarsch.

## Belege
1. 1 2  Sichel-Fahnenbarsch auf Fishbase.org (englisch)
2. 1 2 3  John E. Randall und Roger Lubbock (1981): A revision of the serranid fishes of the subgenus Mirolabrichthys (Anthiinae: Anthias), with descriptions of five new species. Contributions in Science (Los Angeles) No. 333: 1–27. PDF
3. ↑  Albert W. C. T. Herre: Remarks on the fish genus Mirolabrichthys, with description of a new species. Copeia, Vol. 1955, No. 3 (1955), doi: 10.2307/1440465 JSTOR:1440465
4. ↑  Anthony C. Gill, Pogonoski, J.J., Johnson, J.W. & Tea, Y.-K. (2021): Three new species of Australian anthiadine fishes, with comments on the monophyly of Pseudanthias Bleeker (Teleostei: Serranidae). Zootaxa, 4996 (1): 49–82. DOI: 10.11646/zootaxa.4996.1.2
5. ↑  Anthony C. Gill. (2022). Revised definitions of the anthiadine fish genera Mirolabrichthys Herre and Nemanthias Smith, with description of a new genus (Teleostei: Serranidae). Zootaxa, 5092(1), 41–66. doi: 10.11646/zootaxa.5092.1.2